# شینیا کوته
شینیا کوته (انگلیسی: Shinya Kote؛ زادهٔ ۲۵ دسامبر ۱۹۷۳) بازیگر، و صداپیشه اهل ژاپن است.